# Irtysch
Der Irtysch (russisch Иртыш, kasachisch Ертіс (Ertis), in China offiziell Ertix, chinesisch É’ěrqísī Hé 额尔齐斯河) ist ein 4248 Kilometer langer linker Nebenfluss des Ob in China, Kasachstan und Russland (Asien). Der Irtysch ist der längste Nebenfluss der Erde.

## Verlauf
Der Fluss entspringt in China im Mongolischen Altai und fließt als Schwarzer Irtysch in westlicher Richtung; diesen Namen trägt er bis zur Mündung in den Saissansee, bereits auf dem Gebiet Kasachstans. Der Saissansee ist zumeist durch die Wassermengen des Buchtarma-Stausees überflutet, dessen Staumauer bei Serebrjansk gebaut wurde, in den westlichen Ausläufern des Altai. Bei Semei tritt der Irtysch in die weiten Steppen Kasachstans ein und erreicht damit das Westsibirische Tiefland östlich des Urals. Er durchfließt das Tiefland in nordwestlicher Richtung und überquert die Grenze zu Russland. Die erste große russische Stadt, die er passiert, ist Omsk. Bei Tobolsk nimmt er den Tobol auf und mündet schließlich bei Chanty-Mansijsk in den Ob.

## Flusslänge und Einzugsgebiet
Der Irtysch (4248 km) bildet zusammen mit dem Unterlauf des Ob (1162 Kilometer) einen der längsten Flussläufe der Erde, den Irtysch–Ob, der insgesamt 5410 Kilometer Länge aufweist. Sein Einzugsgebiet umfasst 1.673.470 km², das entspricht etwa der 4,6-fachen Fläche Deutschlands. Trotz des wesentlich größeren Einzugsgebietes führt der Irtysch mit rund 2960 m³/s weniger als halb so viel Wasser wie der Ob an der Einmündung (rund 7200 m³/s).

## Talsperren
- Buchtarma-Talsperre (5490 km², 49,80 km³).
- Öskemen-Talsperre (37 km²)
- Schülbi-Talsperre (255 km²)

## Nebenflüsse
Seine wichtigsten Nebenflüsse sind rechtsseitig die Buchtarma, der Om und die Demjanka und linksseitig der Ischim, der Tobol und die Konda.

## Kanäle
Irtysch-Qaraghandy-Kanal

## Sonstiges
- Von Anfang November bis Ende April ist der Irtysch zugefroren.
- Jermak Timofejewitsch, der Eroberer Sibiriens ertrank am 15. September 1585 im Irtysch.
- Der Irtysch gilt als längster Nebenfluss der Erde und hat zudem das größte Einzugsgebiet aller Nebenflüsse.
- Die Semei-Brücke, die den Fluss in Semei überspannt, ist die längste Hängebrücke Zentralasiens.